# Шарпантье Эррера, Эдуардо
Эдуардо Шарпантье Эррера (исп. Eduardo Charpentier Herrera; 2 сентября 1904 — 28 июля 1992) — панамский флейтист, композитор и музыковед

. Отец Эдуардо Шарпантье де Кастро.
Учился в Панаме у Нарсисо Гарая.
В 1941 году вошёл в число музыкантов первого состава Национального симфонического оркестра Панамы.
С 1949 года — музыкальный руководитель Республиканского духового оркестра, с 1953 года — также лидер квинтета духовых инструментов.
Профессор Панамской консерватории. Автор маршей, вальсов, монографии «Оркестр, опера и сарсуэла в Панаме» (исп. Sinfónica, Opera y Zarzuela; 1975).